# Yury Kavalyow
Yury Kavalyow (tiếng Belarus: Юрый Кавалёў; tiếng Nga: Юрий Ковалев; sinh 27 tháng 1 năm 1993) là một cầu thủ bóng đá Belarus hiện tại thi đấu cho câu lạc bộ Arsenal Tula của Nga.

## Sự nghiệp
Ngày 15 tháng 1 năm 2020, Kavalyow ký hợp đồng có thời hạn 2 năm rưỡi với câu lạc bộ Arsenal Tula.
Kavalyow có lần đầu tiên thi đấu cho đội tuyển quốc gia vào ngày 10 tháng 10 năm 2017, anh chơi 65 phút đầu trong trận thua 1–2 trước Pháp tại vòng loại World Cup 2018.

### Bàn thắng quốc tế
Bàn thắng và kết quả của Belarus được liệt kê trước.
| #  | Ngày                    | Địa điểm                       | Đối thủ    | Bàn thắng | Kết quả | Giải đấu                      |
| -- | ----------------------- | ------------------------------ | ---------- | --------- | ------- | ----------------------------- |
| 1. | ngày 8 tháng 9 năm 2018 | Dinamo Stadium, Minsk, Belarus | San Marino | 5–0       | 5–0     | UEFA Nations League D 2018–19 |

## Danh hiệu
Shakhtyor Soligorsk
- Vô địch Cúp bóng đá Belarus: 2013–14, 2018–19

## Gia đình
Em trai của anh Anton Kavalyow cũng là một cầu thủ bóng đá chuyên nghiệp.